# NBA Elite 11
NBA Elite 11 est un jeu vidéo de basket-ball sur iOS sorti le 5 novembre 2010. C'est le premier opus de la série des NBA Elite, faisant suite à la série des NBA Live. Kevin Durant est l'athlète figurant sur la jaquette.
Les versions sur PlayStation 3, Xbox 360, PlayStation Portable et Wii, d'abord prévue en octobre 2011, puis repoussées, et enfin annulées en novembre 2011.

## Développement
NBA Elite 11 est développé par EA Canada et édité par EA Sports, mais il sera, à la suite de l'annulation partielle, repris par les studios Tiburon qui réalisent aussi la série des Madden NFL.
La sortie du jeu, dans ses versions consoles et portables, est définitivement annulé à quelques jours du lancement. Or, des exemplaires physique du jeu sont néanmoins fabriqués et la plupart sont finalement détruites.

### Légendes
Plusieurs anciens joueurs sont disponibles après avoir réussi des étapes dans le jeu avec leur franchise historique : Magic Johnson, Hakeem Olajuwon, Bill Russell, Scottie Pippen, Dan Majerle, Clyde Drexler, Julius Erving, Walt Frazier, Elvin Hayes, Pete Maravich, Gary Payton, Isiah Thomas, Dominique Wilkins, etc.
Michael Jordan, figurant sur le jeu concurrent NBA 2K11, n'est pas disponible.

### Bande-son
9th Wonder et J. Cole ont participé à la bande-son.

## Postérité
À la suite de l'annulation de la sortie du jeu, certains exemplaires physiques du jeu échappent à la destruction des stocks. En 2023, sur le marché de la collection, le prix de revente d'un jeu neuf NBA Elite 11 sous blister est d'environ 5 000 dollars.